# Janine Kohlmann
Janine Kohlmann (* 28. November 1990 in Düsseldorf) ist eine Moderne Fünfkämpferin aus Deutschland.

## Sportliche Karriere
Kohlmann begann im Alter von neun Jahren mit dem Modernen Fünfkampf. Im Alter von 17 konnte sie mit einer Silber- und einer Bronzemedaille bei der WM in Berlin ihre ersten großen Erfolge im Erwachsenenbereich erzielen. Ein Jahr später wurde sie Vize-Europameisterin der Jugend. Ab 2009 konzentrierte sie sich vorrangig auf den Erwachsenenbereich und wurde erstmals deutsche Meisterin sowie gemeinsam mit Lena Schöneborn und Eva Trautmann Weltmeisterin im Team.
Die Saison 2010 verpasste sie verletzungsbedingt fast komplett, wurde aber im Jahr 2011 wieder fester Bestandteil des deutschen Weltcupteams. Ein Jahr später erreichte sie mit Platz 5 beim Weltcup in Ungarn ihre bis dahin beste Einzelplatzierung, verpasste aber dennoch die Qualifikation für die Olympischen Spiele. In Rom wurde sie mit der deutschen Staffel Weltmeisterin.
Auch in den Folgejahren startete sie regelmäßig im deutschen Weltcupteam sowie bei Welt- und Europameisterschaften. Im Jahr 2013 wiederholte sie den 5. Platz im Einzelfinale beim Weltcupfinale in Russland. Ein Jahr später wurde sie gemeinsam mit Lena Schöneborn und Annika Schleu Europameisterin im Team.
Im Mai 2015 wurde Kohlmann vom deutschen Verband für die WM in Berlin (29. Juni bis 5. Juli) nominiert, bei der sie mit der Mannschaft Vize-Weltmeisterin wurde. 2021 gewann sie in Kairo mit der Mannschaft die Goldmedaille.

## Leben
Kohlmann hat ihre schulische Laufbahn 2009 am Quirinus-Gymnasium Neuss mit Abitur abgeschlossen. Sie ist Polizeikommissarin bei der Landespolizei Brandenburg.